# مسجد سيدي صالح بو قبرين
مسجد سيدي صالح بو قبرين هو مسجد قديم من مساجد مدينة تونس، كان يقع بالرّبض الشّمالي للمدينة.

## الموقع
كان المسجد يقع نهج سيدي العلوي.

## التسمية
استمدّ المسجد تسميته من اسم سيدي صالح بوقبرين. وهو ولي صالح، يقع قبره بين مدينتي بنزرت وماطر.